# Bahnstrecke Donauwörth–Treuchtlingen
| Streckennummer (DB): | 5310                 |                                       |                                       |
| Kursbuchstrecke (DB): | 910                  |                                       |                                       |
| Kursbuchstrecke: | 411 (1946)           |                                       |                                       |
| Streckenlänge: | 34,546 km            |                                       |                                       |
| Spurweite: | 1435 mm (Normalspur) |                                       |                                       |
| Streckenklasse: | D4                   |                                       |                                       |
| Stromsystem: | 15 kV 16,7 Hz ~      |                                       |                                       |
| Maximale Neigung: | 7,1 ‰                |                                       |                                       |
| Streckengeschwindigkeit: | 140 km/h             |                                       |                                       |
| Streckengeschwindigkeit mit Neigetechnik: | 160 km/h             |                                       |                                       |
| Zugbeeinflussung: | PZB, ZUB262          |                                       |                                       |
| Zweigleisigkeit: | durchgehend          |                                       |                                       |
| |                      |                                       |                                       |
| \| \| \| von Augsburg Hbf \| \| \| \| \| von Ingolstadt \| \| \| \| 0,000 \| Donauwörth \| 403 m \| \| \| \| nach Neuoffingen \| \| \| \| \| nach Nördlingen \| \| \| \| \| Wörnitz (150 m) \| \| \| \| \| Augsburg–Nördlingen (Trasse bis 1877) \| \| \| \| \| Bundesstraße 25 \| \| \| \| 5,000 \| Berg Üst \| Berg Üst \| \| \| 11,344 \| Mündling \| 471 m \| \| \| 16,460 \| Fünfstetten \| 502 m \| \| \| \| nach Monheim (Schwab) \| \| \| \| 18,400 \| Scheitelpunkt \| 511 m \| \| \| 22,283 \| Otting-Weilheim \| 487 m \| \| \| 26,000 \| Gundelsheim (Schwab) \| Gundelsheim (Schwab) \| \| \| 28,870 \| Möhren \| Möhren \| \| \| 29,289 \| Obere Möhrenbachbrücke (183 m) \| Obere Möhrenbachbrücke (183 m) \| \| \| 31,400 \| Awanst Treuchtlinger Marmorwerk \| Awanst Treuchtlinger Marmorwerk \| \| \| 32,000 \| Untere Möhrenbachbrücke \| Untere Möhrenbachbrücke \| \| \| \| von München Hbf \| \| \| \| 34,546 \| Treuchtlingen \| 420 m \| \| \| \| nach Würzburg Hbf \| \| \| \| \| nach Nürnberg Hbf \| \| \| \| \| \| \| \| Quellen: [1][2][3][4] \| \| \| \| |                      |                                       |                                       |
| Strecke |                      | von Augsburg Hbf                      | von Augsburg Hbf                      |
| Abzweig geradeaus und von rechts |                      | von Ingolstadt                        | von Ingolstadt                        |
| Bahnhof | 0,000                | Donauwörth                            | 403 m                                 |
| Abzweig geradeaus und nach links |                      | nach Neuoffingen                      | nach Neuoffingen                      |
| Abzweig geradeaus und nach links |                      | nach Nördlingen                       | nach Nördlingen                       |
| Brücke über Wasserlauf |                      | Wörnitz (150 m)                       | Wörnitz (150 m)                       |
| Kreuzung geradeaus oben (Querstrecke außer Betrieb) |                      | Augsburg–Nördlingen (Trasse bis 1877) | Augsburg–Nördlingen (Trasse bis 1877) |
| |                      | Bundesstraße 25                       |                                       |
| ehemalige Überleitstelle / Spurwechsel | 5,000                | Berg Üst                              | Berg Üst                              |
| Dienststation / Betriebs- oder Güterbahnhof | 11,344               | Mündling                              | 471 m                                 |
| ehemaliger Bahnhof | 16,460               | Fünfstetten                           | 502 m                                 |
| Abzweig geradeaus und ehemals nach rechts |                      | nach Monheim (Schwab)                 | nach Monheim (Schwab)                 |
| Kulminations-/Scheitelpunkt | 18,400               | Scheitelpunkt                         | 511 m                                 |
| Bahnhof | 22,283               | Otting-Weilheim                       | 487 m                                 |
| ehemaliger Haltepunkt / Haltestelle | 26,000               | Gundelsheim (Schwab)                  | Gundelsheim (Schwab)                  |
| ehemaliger Bahnhof | 28,870               | Möhren                                | Möhren                                |
| Brücke über Wasserlauf | 29,289               | Obere Möhrenbachbrücke (183 m)        | Obere Möhrenbachbrücke (183 m)        |
| Abzweig geradeaus und ehemals von rechts | 31,400               | Awanst Treuchtlinger Marmorwerk       | Awanst Treuchtlinger Marmorwerk       |
| Brücke über Wasserlauf | 32,000               | Untere Möhrenbachbrücke               | Untere Möhrenbachbrücke               |
| Abzweig nach links und geradeaus |                      | von München Hbf                       | von München Hbf                       |
| Bahnhof | 34,546               | Treuchtlingen                         | 420 m                                 |
| Abzweig geradeaus und nach links |                      | nach Würzburg Hbf                     | nach Würzburg Hbf                     |
| Strecke |                      | nach Nürnberg Hbf                     | nach Nürnberg Hbf                     |
| |                      |                                       |                                       |
| Quellen: |                      |                                       |                                       |

Die Bahnstrecke Donauwörth–Treuchtlingen ist eine zweigleisige, elektrifizierte Hauptbahn in Bayern. Sie zweigt in Donauwörth von der Bahnstrecke Augsburg–Nördlingen ab und führt über die Fränkische Alb nach Treuchtlingen.
Die Strecke ist Teil des Kernnetzes der Transeuropäischen Verkehrsnetze. Sie ist ferner Teil der überregionalen Fernverbindung zwischen München, Augsburg und Nürnberg. Sie hat heute auch nach Eröffnung der Schnellfahrstrecke Nürnberg–Ingolstadt noch Bedeutung im Personenfernverkehr. Bei Störungen dort dient sie als Umleitungsstrecke.

## Geschichte

### Vorgeschichte
Die erste staatliche bayerische Eisenbahn, die von 1843 bis 1853 erbaute Ludwig-Süd-Nord-Bahn umging die Fränkische Alb, da deren Überwindung mit den damaligen technischen Mitteln unwirtschaftlich war. Stattdessen hatte man die Strecke in einem weiten Umweg über Nördlingen durch das Nördlinger Ries geführt, wo nur geringe Neigungen überwunden werden mussten. Ein beabsichtigter Nebeneffekt dieser Trassierung war zudem die Möglichkeit eines direkten Anschlusses an das württembergische Eisenbahnnetz, der 1863 mit der heutigen Bahnstrecke Stuttgart-Bad Cannstatt–Nördlingen realisiert wurde.
Treuchtlingen erhielt am 2. Oktober 1869 einen ersten Bahnanschluss durch eine Strecke von Gunzenhausen. Gleichzeitig baute man auch an der Verlängerung der Bahnstrecke München–Ingolstadt nach Treuchtlingen und der Weiterführung von Treuchtlingen nach Pleinfeld, die unmittelbar danach in Betrieb gingen. Damit war Treuchtlingen zu einem kleinen Eisenbahnknoten geworden.

### Planung, Errichtung und Inbetriebnahme

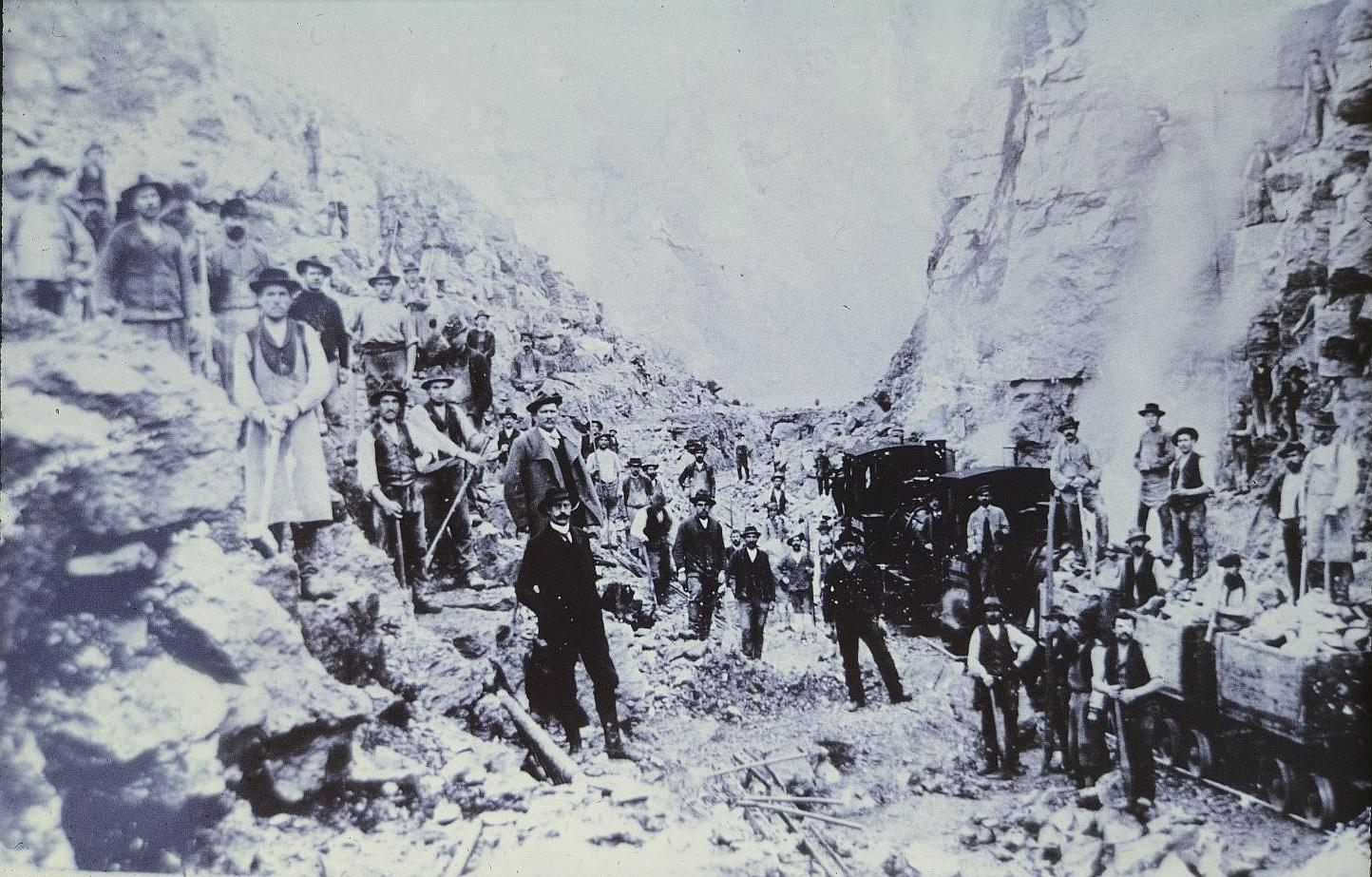
Arbeiten an einem Einschnitt im Möhrenbachtal (um 1902)

Infolgedessen begannen auch wieder Planungen für eine direkte Strecke zwischen Donauwörth und Treuchtlingen über die Alb. Ein Komitee aus Gemeinden und Firmen warb zunächst erfolglos bei der bayerischen Staatsregierung um den Bau der Verbindung. Erst als die Strecken München–Treuchtlingen und Augsburg–Nördlingen–Nürnberg an ihre Kapazitätsgrenze kamen, griff die bayerische Staatsregierung die alten Pläne zur Überquerung der Alb wieder auf. Im Gegensatz zu den Projekten aus den  1830er Jahren konnte nun auf die damals konzipierten kostspieligen Steilrampen mit Seilzugbetrieb verzichtet werden.
Am 11. Oktober 1901 beschloss der bayerische Landtag den Bau der Strecke Donauwörth–Treuchtlingen, nachdem schon zehn Jahre zuvor mit dem Landerwerb begonnen worden war. Der am 3. November 1903 begonnene Bau an der Trasse gestaltete sich wegen der vielen Felseinschnitte schwierig. Wassereinbrüche und Hangrutsche verzögerten die Arbeiten mehrfach. Am 1. Oktober 1906 wurde die von Anfang an zweigleisige Hauptbahn zusammen mit der abzweigenden Nebenbahn Fünfstetten–Monheim in Betrieb genommen.

### Elektrifizierung und Zweiter Weltkrieg
Die Strecke erfüllte in den Folgejahren die Erwartungen. Als Teil der Eisenbahnachse zwischen Berlin und Rom begann die Deutsche Reichsbahn 1934 mit der Elektrifizierung, die am 5. April 1935 abgeschlossen war.
Am Ende des Zweiten Weltkrieges waren insbesondere die Bahnhöfe Donauwörth und Treuchtlingen von schweren Bombenangriffen betroffen. Am 21. Februar 1945 starben über 300 Menschen bei einem Volltreffer auf die Bahnsteigunterführung in Treuchtlingen, die als Schutzraum diente.

### Ausbau
Der erste Bundesverkehrswegeplan von 1973 sah, als eines von acht Ausbau-Vorhaben, eine Ausbaustrecke zwischen Würzburg und Augsburg über Nürnberg vor. Die Strecke war, als Teil der Ausbaustrecke Würzburg–Augsburg auch in dessen Fortschreibung, dem Koordinierten Investitionsprogramm für die Bundesverkehrswege von 1977 als auch im vordringlichen Bedarf des Bundesverkehrswegeplans 1985 enthalten.
Im Rahmen eines Pilotprojektes wurden in den 1970er Jahren fast alle Zwischenhalte aufgelassen und stattdessen zur Bedienung der Ortschaften eine Bahnbuslinie eingerichtet. Einzig der Bahnhof Otting-Weilheim blieb auf der ganzen 35 Kilometer langen Strecke als Zugangsstelle für den Personenverkehr erhalten.
Zwischen 2004 und 2006 wurde die Oberleitung, die zum größten Teil noch aus dem Jahr 1935 stammte, während des laufenden Betriebes auf der Strecke erneuert.
Die Strecke soll im Zuge des „Starterpakets“ der Digitalen Schiene Deutschland, als Teil des TEN-Kernnetzkorridors Skandinavien–Mittelmeer, bis 2030 mit Digitalen Stellwerken und dem European Train Control System ausgerüstet werden.

## Streckenbeschreibung

### Verlauf
Die Bahnstrecke Donauwörth–Treuchtlingen beginnt bei Streckenkilometer 0,0 im Bahnhof Donauwörth. Sie zweigt rechts von der Strecke Augsburg–Nördlingen ab verlässt Donauwörth in nördlicher Richtung, quert das Tal der Wörnitz, die ehemalige Trasse der Strecke nach Nördlingen und die in diesem Tal verlaufende Bundesstraße 25 und steigt dann auf mehreren Kilometern Länge bis am Hang oberhalb des Ellerbachs auf die Monheimer Alb in der Fränkischen Alb auf. Bei Otting wird auf dem Scheitelpunkt der Strecke die Wasserscheide zwischen Wörnitz und Altmühl überquert. Von dort an folgt die Strecke weitgehend dem Möhrenbach, den sie im Verlauf dessen Tals mehrfach überquert. Auf Höhe der Mündung des Möhrenbachs in die Altmühl erreicht die Bahnstrecke das Altmühltal und den Bahnhof Treuchtlingen, wo sie auf die Strecke von München trifft und die Strecken nach Würzburg und nach Nürnberg anschließen.

### Betriebsstellen
Ehemals gab es auf der Alb mehrere Bahnhöfe, die mittlerweile jedoch weitgehend aufgelassen wurden. Einzig Otting-Weilheim wird noch im Personenverkehr bedient, Mündling dient noch als Überholbahnhof. In Fünfstetten zweigte bis 1999 die Nebenbahn nach Monheim ab, die zuletzt noch als Museumsbahn betrieben worden ist.

### Kunstbauwerke
Auf dem Südabschnitt ist die 150 Meter lange Wörnitzbrücke das längste Brückenbauwerk. Sie ist eine Fischbauchträgerbrücke mit 3 Öffnungen, bei der jedes Gleis über einen separaten Überbau verfügt.

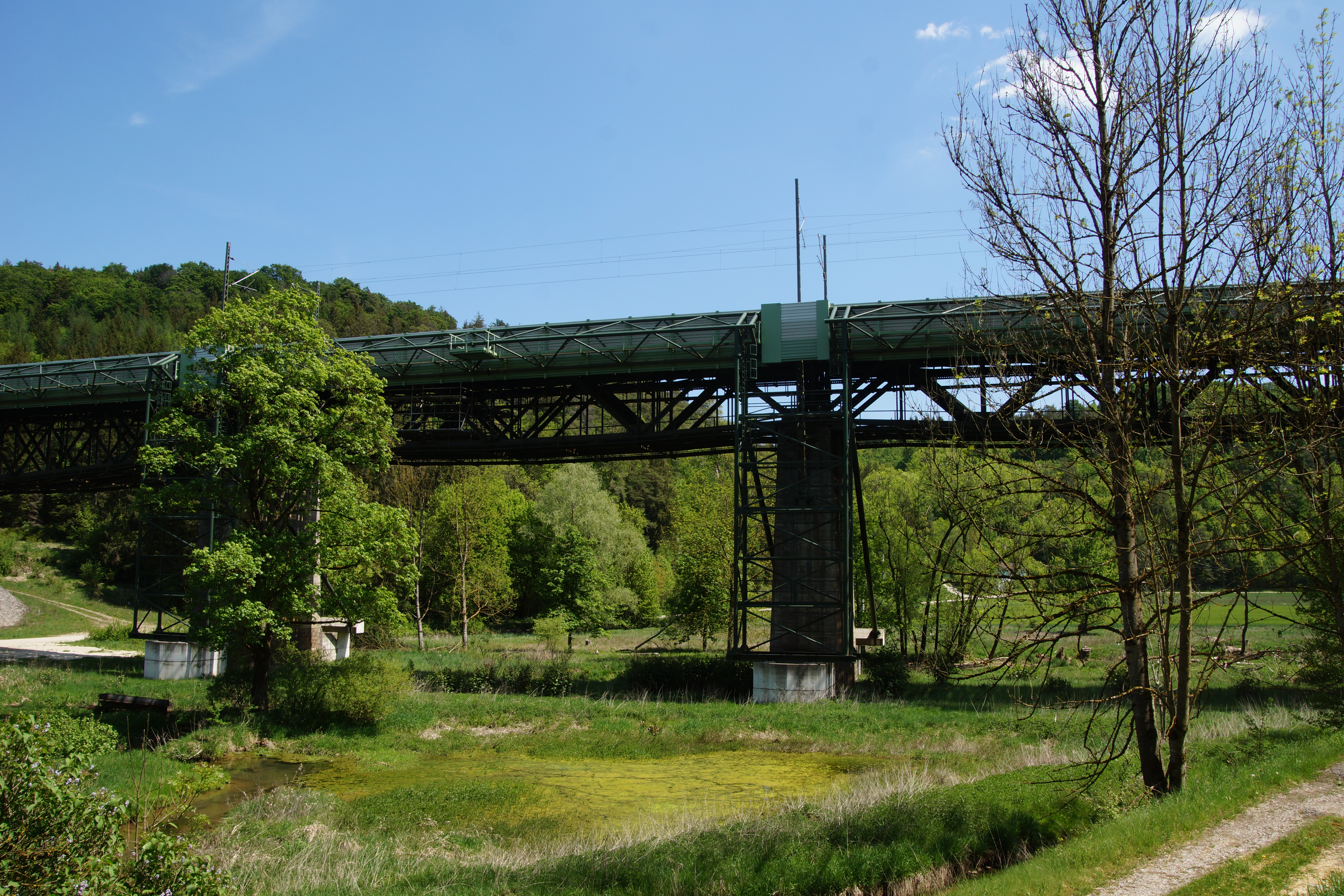
Obere Möhrenbachbrücke (2020)

Größere Brücken auf dem nördlichen Streckenabschnitt sind die 183 Meter lange Obere Möhrenbachbrücke bei Möhren sowie die Untere Möhrenbachbrücke bei der Dickmühle. Die Obere Möhrenbachbrücke hat vier Öffnungen und besteht wie die Wörnitzbrücke aus Fischbauchträgern und einem separaten Überbau für jedes Gleis.

## Fahrzeugeinsatz

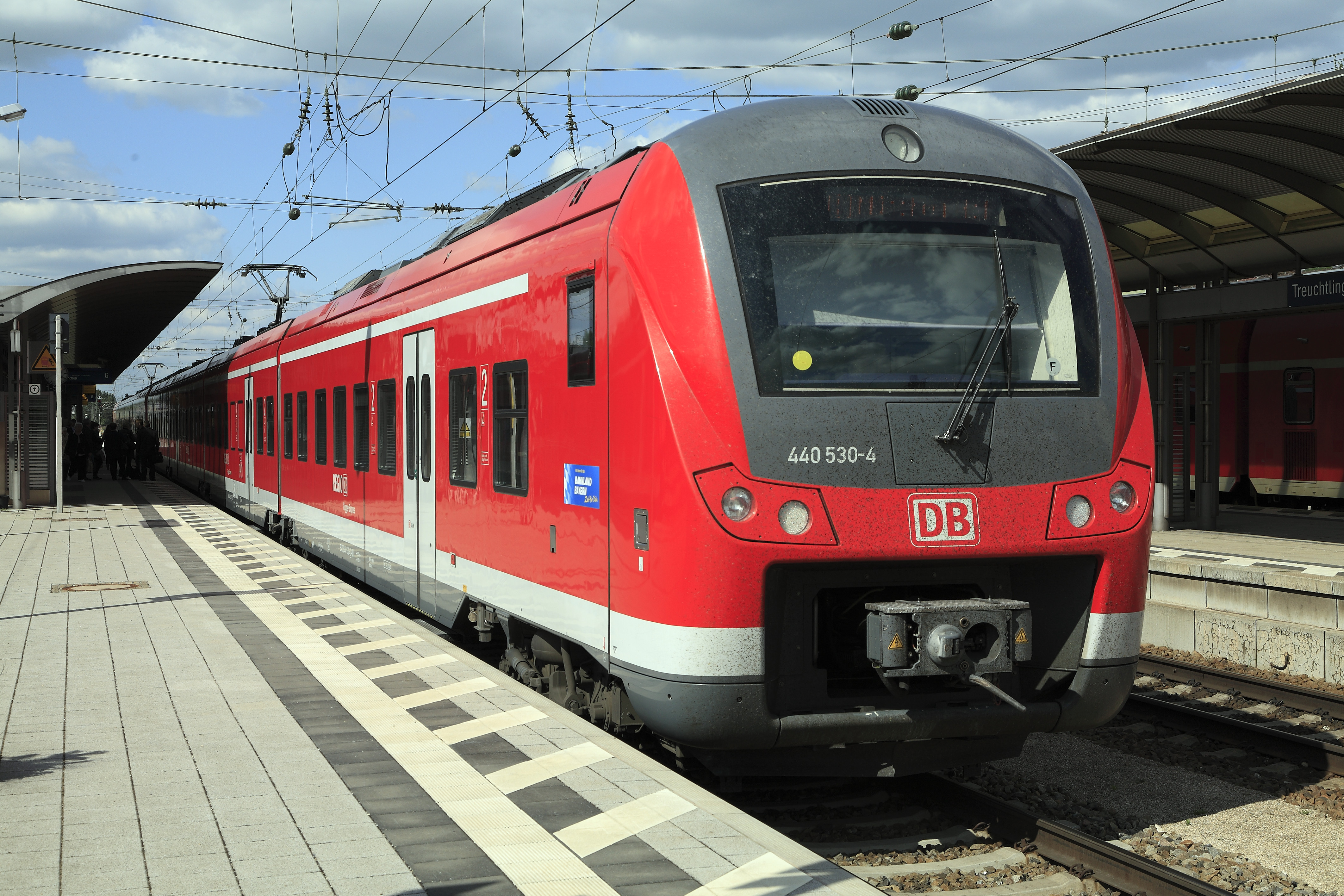
DB-Baureihe 440 (Treuchtlingen, 2012)

Im Regionalverkehr kamen bis 2009 Elektrolokomotiven der Baureihen 110, 111 und 143 mit Doppelstockwagen zum Einsatz. Seit Dezember 2006 fuhren in den Zügen auch Modus-Wagen. Von Ende 2009 bis 2022 verkehrten Triebzüge der Baureihe 440 (Alstom Coradia Continental).
Seit dem Fahrplanwechsel im Dezember 2022 kommen für die durch Go-Ahead Bayern betriebenen Leistungen Triebzüge der Typen Siemens Mireo und Siemens Desiro HC zum Einsatz. Der RE 16 wird in der Regel mit Triebwagen vom Typ Twindexx Vario betrieben. Für den Allgäu-Franken-Express kommen Dieseltriebwagen der Baureihe 612 zum Einsatz.

## Verkehr

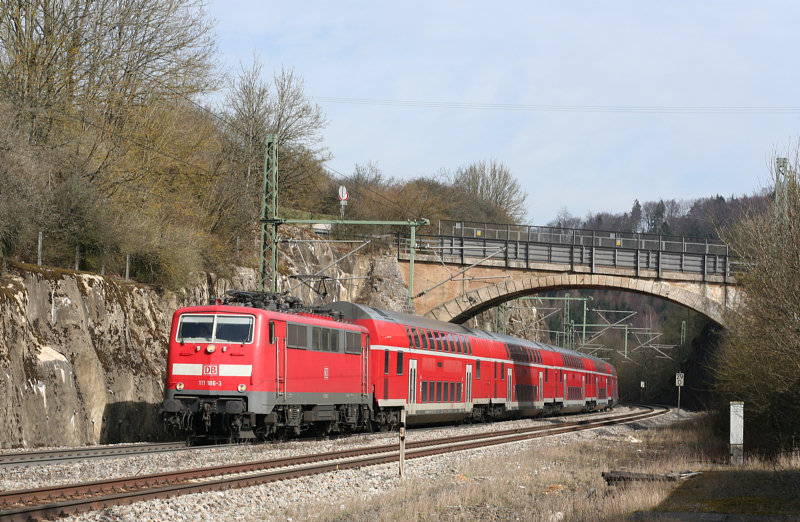
Baureihe 111 mit einem Regional-Express Nürnberg–Augsburg bei Möhren (2007)

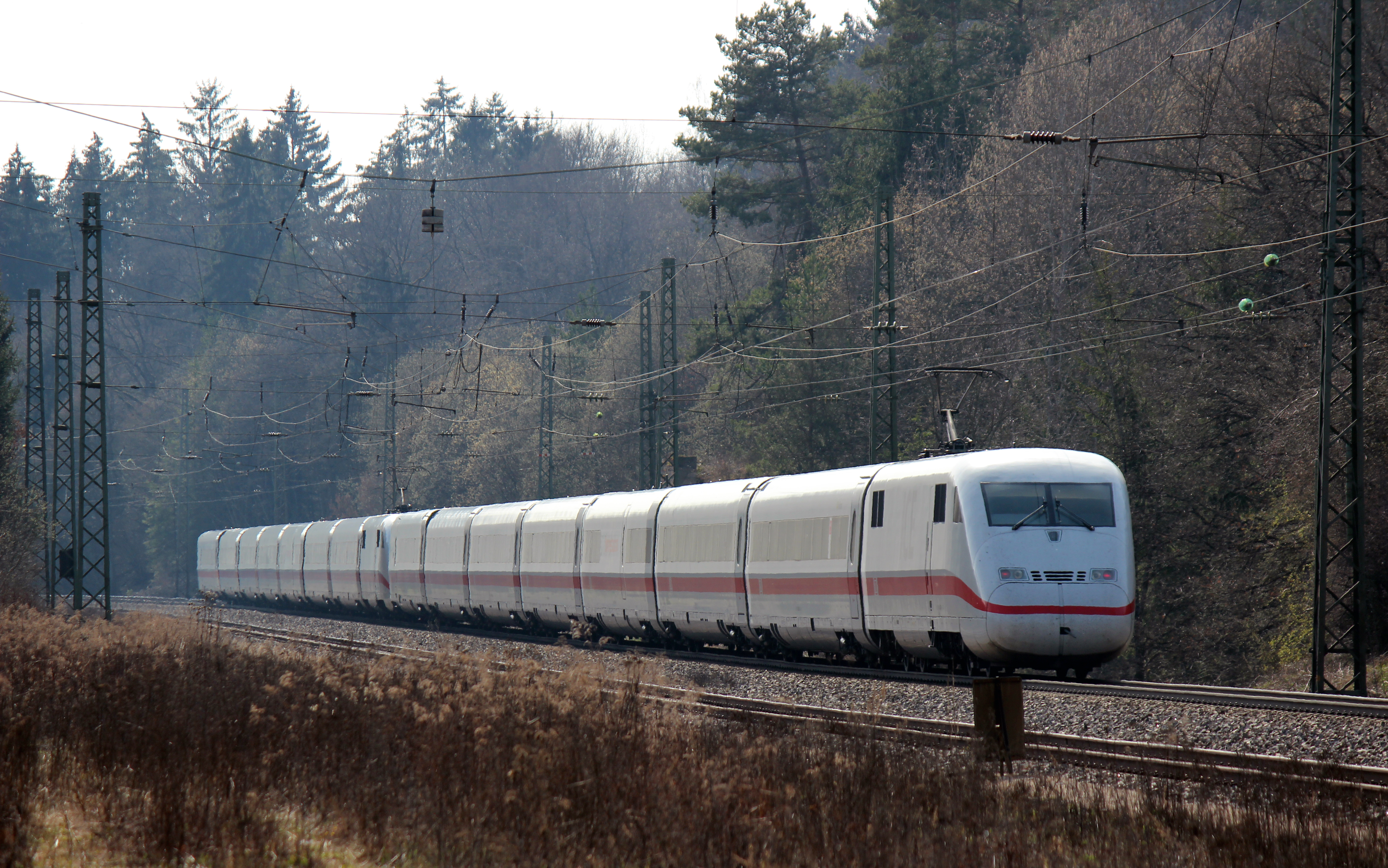
Intercity-Express bei Möhren (2014)

Der Sommerfahrplan von 1939 verzeichnete lediglich vier Personenzugpaare zwischen Donauwörth und Treuchtlingen, die für diese Relation etwas weniger als 40 Minuten benötigten. Im Gegensatz dazu befuhren die Strecke eine Vielzahl von Schnellzügen, die zum Teil auch keine Halte in Donauwörth oder Treuchtlingen aufwiesen. Langlaufende Verbindungen bestanden insbesondere zwischen Rom und Berlin bzw. Zürich und Berlin mit Kurswagen nach Dresden–Breslau sowie zwischen Meran und Kiel.
Die Inbetriebnahme der Schnellfahrstrecke Nürnberg–Ingolstadt im Jahr 2006 führte zu einer signifikanten Verlagerung des Fernverkehrs auf die neue Strecke in der Relation München–Nürnberg. Im Schienenpersonenfernverkehr befahren Intercity-Express- und Intercity-Züge
die Strecke. Fernzüge mit Halt in Donauwörth und Treuchtlingen bedienen die Strecke nur noch unregelmäßig. Die frei gewordenen Streckenkapazitäten konnten jedoch zur Verdichtung der Zugfolge im Regionalverkehr genutzt werden.
Von 2006 bis 2020 gab es unter dem Namen Allgäu-Franken-Express zudem Direktverbindungen Nürnberg–Lindau bzw. Nürnberg–Oberstdorf mit Dieseltriebwagen der Baureihe 612, da der Streckenabschnitt zwischen Augsburg und Lindau bzw. Oberstdorf nicht elektrifiziert ist. Die drei Zugpaare hielten fallweise in Treuchtlingen und Donauwörth und stellten so, nach dem Abzug vieler Intercity-Express- und Intercity-Züge von dieser Strecke, die schnelle Anbindung Augsburgs an den Fernverkehrsknoten Nürnberg her. Der Allgäu-Franken-Express wurde schließlich von den Regional-Express-Linien RE7 und RE17 abgelöst.
Im Schienenpersonennahverkehr verkehrte seit dem Fahrplanwechsel im Dezember 2009 zwischen Treuchtlingen und München der Fugger-Express täglich im Zweistundentakt als Regional-Express (RE). Seit dem Fahrplanwechsel im Dezember 2022 werden diese zweistündlich verkehrenden Züge auf die Relation Würzburg–Treuchtlingen–Donauwörth–Augsburg–München erweitert und als RE80 von Go Ahead Bayern betrieben. Weitere Regionalexpress-Züge der Linie RE16 der Relation Nürnberg–Treuchtlingen–Donauwörth–Augsburg verdichten die Zugfolge zum angenäherten Stundentakt. Treuchtlingen ist heute (Stand: 2023) mit etwas abweichender Symmetrieminute stündlich jeweils zur halben Stunde Taktknoten im Regionalverkehr, in dem sich Umsteigemöglichkeiten von Norden (Nürnberg und Würzburg) nach Süden (Augsburg, Ingolstadt und München) sowie in die Gegenrichtung bestehen.